# Liste des avions de chasse de troisième génération
La troisième génération de chasseurs à réaction est une classification générale des avions de combat mis en service entre 1960 et 1975. Elle représente des concepts et designs développés dans les années 1950.

## Avions de troisième génération

### Mis en service
| Mise en service |  | Pays d'origine      | Fabricant          | Nom                 | Pays utilisateurs |
| --------------- |  | ------------------- | ------------------ | ------------------- | --- |
| 1960            |  | États-Unis          | McDonnell Douglas  | F-4 Phantom II      | - États-Unis - Australie - Allemagne - Corée du Sud - Espagne - Grèce - Iran - Israël - Japon - Royaume-Uni - Turquie                             |
| 1960            |  | Union soviétique    | Mikoyan-Gourevitch | MiG-21              | - Union soviétique - Afghanistan - Allemagne de l'Est - Algérie - Angola - Bangladesh - Cambodge - Chine - Corée du Nord - Cuba - Vietnam - Zaïre |
| 1964            |  | États-Unis          | Northrop           | F-5 Freedom Fighter | - États-Unis - Autriche - Brésil - Canada - Chili - Corée du Sud - Espagne - Éthiopie - Grèce - Norvège - Pays-Bas                                |
| 1965            |  | Union soviétique    | Tupolev            | Tu-28               | - Union soviétique |
| 1967            |  | Union soviétique    | Soukhoï            | Su-15               | - Union soviétique - Azerbaïdjan - Géorgie - Russie - Ukraine                                                                                     |
| 1972            |  | Suède               | Saab               | Saab 37 Viggen      | - Suède |
| 1973            |  | France              | Dassault           | Mirage F1           | - France - Afrique du Sud - Équateur - Espagne - Grèce - Gabon - Irak - Iran - Jordanie - Koweït - Libye - Maroc - Qatar                          |
| 1973            |  | France, Royaume-Uni | SEPECAT            | Jaguar              | - France - Royaume-Uni - Équateur - Oman - Inde - Nigeria                                                                                         |
| 1975            |  | Israël              | IAI                | Kfir                | - Israël - Colombie - Équateur - États-Unis - Sri Lanka                                                                                           |
| 1978            |  | France              | Dassault           | Super-Étendard      | - France - Argentine - Irak |
| 1978            |  | Japon               | Mitsubishi         | F-1                 | - Japon |

- Atlas Cheetah
- MiG-23 'Flogger'
- MiG-25 'Foxbat'
- Su-17 'Fitter'
- J-7 'Fishbed'
- J-8 'Finback'

### Programmes annulés
- Égypte
  - Helwan HA-300 (en) (premier vol le 7 mars 1964)
- France
  - Dassault Mirage F2 (premier vol le 12 juin 1966)
  - Dassault Mirage G (premier vol le 18 novembre 1967)
  - Dassault Mirage III V (premier vol le 18 novembre 1967)
- Chine
  - Nanchang J-12 (en) (premier vol le 26 décembre 1970)
- Pakistan
  - Project Sabre II (en) (projet abandonné)
- Union soviétique
  - Mikoyan-Gourevitch Ye-8 (premier vol le 11 septembre 1962)
  - Mikoyan-Gourevitch Ye-150 et Ye-152 (premier vol le 10 juillet 1959)
- Royaume-Uni
  - Hawker P.1121 (jamais construit)
  - Hawker Siddeley P.1154 (jamais construit)
- États-Unis
  - Bell D-188A (jamais construit)
  - Douglas F5D Skylancer (premier vol le 21 avril 1956)
  - Douglas F6D Missileer (en) (jamais construit)
  - General Dynamics–Grumman F-111B (premier vol le 18 mai 1965)
  - Grumman G-118 (en) (jamais construit)
  - Lockheed CL-1200 Lancer (jamais construit)
  - Lockheed YF-12 (premier vol le 7 août 1963)
  - North American XF-108 Rapier (jamais construit)
  - Rockwell XFV-12 (incapable de voler)
  - Vought XF8U-3 Crusader III (premier vol le 2 juin 1958)
  - Northrop F-20 Tigershark
- Allemagne de l'Ouest
  - EWR VJ 101 (premier vol le 10 avril 1963)